# Blue Angel (banda)
Blue Angel fue una banda de rockabilly del año 1980 en la cual participaba Cyndi Lauper antes de ascender a la fama con su álbum She's So Unusual y sus sencillos Girls Just Want to Have Fun y Time After Time. Además contaba con John Turi (teclado y saxofón), Arthur "Rockin' A" Neilson (Guitarra), Lee Brovitz (Bajo eléctrico) y Johnny Morelli (Batería). Contaron con un solo álbum (Blue Angel) y 4 sencillos (I'm Gonna Be Strong, I Had a Love, Late y Fade), Fue muy conocido en los clubes de Nueva York. La banda se volvió a juntar en 1987 con el nombre de Boppin' the Blues. Lauper se les unió en el escenario por un tiempo en New York's Lone Star Cafe. Pero se volvieron a separar luego.

## Discografía y sencillos

### Álbumes
- 1980: Blue Angel

#### Información Álbumes
Blue Angel fue su único álbum, su estilo es un Rockabilly muy retro, inspirado mayormente en las raíces afroamericanas del género. 
Incluía una tapa en un fondo rojo con los integrantes en el fondo. Las ventas del álbum fueron más exitosos en el extranjero que en Estados Unidos. La única pista para alcanzar la condición de gráfico de alta fue "I'm Gonna Be Strong", que alcanzó el puesto #37 en los Países Bajos. Otra canción del álbum, "Maybe He'll Know", fue regrabado por Lauper en su segundo álbum en solitario, True Colors, en 1986. En 1984, tras el éxito de Lauper en solitario, Blue Angel fue relanzado, esta vez con una cubierta amarilla. 
En 1980 Blue Angel registró un segundo álbum para el sello Polydor, que nunca fue puesto en libertad no debido a un cambio en la gestión de Polygram en Alemania, sino que, junto con otros artistas, fueron retirados de la etiqueta. La banda continuó tocándo en Nueva York hasta 1982 con su último concierto en Studio 54.

### Sencillos
| Año  | Sencillo            | Álbum      |
| ---- | ------------------- | ---------- |
| 1980 | I'm Gonna Be Strong | Blue Angel |
| 1980 | I Had a Love        | Blue Angel |
| 1980 | Late                | Blue Angel |
| 1980 | Fade                | Blue Angel |

#### Vídeos
| Vídeo        | Año  |
| ------------ | ---- |
| I Had a Love | 1980 |
| Late         | 1980 |

### Giras
| Gira            | Año       | Curiosidades                          |
| --------------- | --------- | ------------------------------------- |
| Blue Angel Tour | 1979/1981 | Única gira de la banda.               |
| Beat Crazy tour | 1980      | como apoyo en la gira de Joe Jackson. |